# 杜鹤桂
杜鹤桂（1925年—），男，浙江东阳人，中国炼铁专家，曾任东北大学教授、博士生导师，中国金属学会常务理事。